# Кэмпбелл, Ричард
Ри́чард Кэ́мпбелл (англ. Richard Campbell; род. 18 сентября 1987, Ньюкасл, Новый Южный Уэльс, Австралия) — австралийский ватерполист. Чемпион летней Универсиады-2009 по водному поло.
Участник летних Олимпийских игр 2008 года в Пекине (сборная Австралии заняла 8-е место) и чемпионата мира по водным видам спорта 2009 года в Риме (сборная Австралии заняла 10-е место). Принимал участие в летних Олимпийских играх 2012 и 2016 годов.
Выступает за ватерпольный клуб Барселона (Испания).